# Klára Goldstein
Klára Goldstein (* 29. července 1988 Valašské Meziříčí) je česká básnířka, literární vědkyně a překladatelka.

## Život
Vystudovala hudební konzervatoř v Kroměříži (obor lesní roh) a poté bohemistiku na Filozofické fakultě Univerzity Palackého, kde v roce 2015 nastoupila na doktorské studium. Krátce působila jako šéfredaktorka dnes již neexistujícího časopisu Lžička v šuplíku.
V roce 2011 jí vyšla ve velmi omezeném nákladu debutová sbírka Úpatí vichřice, výraznější ohlas však zaznamenala až sbírka Milíře z roku 2016. V roce 2014 zvítězila v Literární ceně Vladimíra Vokolka, v roce 2015 v Literární soutěži Františka Halase. Časopisecky publikovala básně, překlady, sloupky či literárněvědné texty např. v Hostu, Tvaru, Aluzi, Textech, Welesu, A2, H7O ad. Od roku 2023 je porotkyní v Literární soutěži Františka Halase. 
Věnuje se české meziválečné poezii (např. reakcím československých básníků na občanskou válku ve Španělsku) a latinskoamerickým levicovým básníkům, zejména Pablu Nerudovi, a recepci jejich tvorby v Česku a Československu. Právě na téma Pablo Neruda a Československo vydala v roce 2019 ve Vydavatelství FF UP knihu Pokus o nekonečného Nerudu na pomezí odborné monografie a esejistiky. S politickými a dějinnými problémy Chile výrazně pracuje i ve své sbírce Kenotaf z roku 2018. Sbírka Falkenfrau (Host, 2021) byla nominována v kategorii poezie na Magnesii Literu. V roce 2022 vydala sbírku Deště Maierniggu (Odeon). Svými básněmi je zastoupena ve španělsko-české antologii De sombra y terciopelo (Vaso roto, 2021), její texty byly přeloženy také do polštiny, angličtiny, galicijštiny nebo řečtiny.
Pracuje jako redaktorka. Ve Valašském Meziříčí a Olomouci organizuje literární a literárně-hudební večery.

## Dílo

### Poezie
- Úpatí vichřice. MGM, 2011.
- Milíře. Weles, 2016.https://www.kosmas.cz/knihy/224090/milire/
- Kenotaf. Host, 2018. https://www.hostbrno.cz/kenotaf/
- Falkenfrau. Host, 2021. https://www.hostbrno.cz/falkenfrau/
- Deště Maierniggu. Odeon, 2022.

### Odborná
- Pokus o nekonečného Nerudu. FF UP, 2019.